# Fakulteta za zaščito pri delu v Nišu
Fakulteta za zaščito pri delu (izvirno srbsko Факултет заштите на раду у Нишу), s sedežem v Nišu, je fakulteta, ki je članica Univerze v Nišu.